# Защита ресурсов Windows
Windows Resource Protection (сокр. WRP) — технология, используемая в ОС Windows Vista взамен Windows File Protection. Она защищает ключи реестра и папки наряду с критически важными системными файлами. Методы, используемые этой технологией для защиты ресурсов, заметно отличаются от аналогичных приёмов Windows File Protection.

## Обзор
Windows File Protection работала путём регистрации изменений файлов в Winlogon. Если защищённый системный файл подвергался изменениям, он восстанавливался из папки %WinDir%\System32\dllcache. Windows Resource Protection работает, устанавливая дискретные списки доступа (DACLs) и ACL для защищаемых объектов. Разрешение на чтение-запись WRP-защищённых объектов допускается лишь процессам, использующим службу Windows Modules Installer (TrustedInstaller.exe). Теперь даже у администраторов нет прав полного доступа к системным файлам.

## Защищаемые ресурсы
Windows Resource Protection предоставляет защиту многочисленным типам файлов: .DLL, .EXE, .OCX, .SYS, .ACM, .ADE, .ADP, .APP, .ASA, .ASP, .ASPX, .AX, .BAS, .BAT, .BIN, .CER, .CHM, .CLB, .CMD и другим.
WRP также защищает некоторые важные каталоги. Папка, содержащая только WRP-защищённые файлы, может быть заблокирована таким образом, что создание в ней файлов или подкаталогов разрешено лишь доверенному процессу. Возможна частичная блокировка, которую могут обойти администраторы. Важнейшие ключи реестра также защищаются; все его подключи и значения нельзя изменить. К тому же WRP копирует в каталог %WinDir%\WinSxS\Backup только те файлы, что необходимы для перезагрузки системы, а не все, как это делает Windows File Protection, архивирующая в папку Dllcache содержимое системных каталогов целиком.
Таким образом, Windows Resource Protection применяет более эффективные и гибкие инструменты защиты данных: скажем, для изменения единичного защищённого объекта требуется лишь прописать это в ACL, в то время как Windows File Protection потребовалось бы отключить полностью.
System File Checker также интегрирован с WRP. Под Windows Vista Sfc.exe может быть использован для проверки путей системных папок, включая Windows-папку и загрузочную.